# Ветранион
Ветранио́н (лат. Vetranio, ? — 356, иногда называется Ветеранион, полная форма имени неизвестна,) — римский император в 350 году. После непродолжительного правления был отстранён от власти Констанцием II, но оставлен в живых. Удалился на покой и умер будучи обычным гражданином через шесть лет.

## Жизнь до провозглашения императором
Известно, что Ветранион был незнатного происхождения и был уроженцем Мёзии. Службу он начал ещё при Константине I, а при его сыне Константе стал магистром пехоты (лат. magister peditum) в префектуре Иллирик.

## Избрание, правление и свержение
После того, как в 350 году узурпатор Магненций сверг и убил императора Константа, Ветранион был провозглашен солдатами императором 1 марта в Сирмии (совр. Сремска-Митровица в Сербии). Этому весьма способствовала Константина, сестра Константа и Констанция II.

«… их старшая сестра, Константина, вдова Аннибалиана, страшась, как бы тиран Магненций не узурпировал власть над всей империей, провозгласила цезарем одного из военачальников, некоего Ветраниона. Представляется, что так поступила она по праву, ибо общий их отец при жизни увенчал её диадемою и назвал Августою».

Константина послала своему брату письмо, извещая его о произошедших событиях, которое Констанций II получил в Эдессе, участвуя в войне против персов. Констанций, чтобы противопоставить Магненцию Ветраниона, признал последнего императором и послал ему диадему. Также он послал Ветраниону денежную помощь. 
Ветранион, однако, продолжал просить денег и военной помощи и, когда переговоры с Констанцием зашли в тупик, заключил союз с Магненцием. Они отправили совместное посольство к Констанцию (переговоры состоялись в Гераклее Фракийской), пытаясь убедить того в бесперспективности борьбы с двумя опытными военными и предлагая ему поделить власть, признавая Констанция старшим Августом. Тот, однако, от этой сделки отказался и, назначив на Востоке для борьбы с персами цезарем своего двоюродного брата Галла, выступил на Запад.
Встреча Констанция с Ветранионом состоялась недалеко от Сердики (современная София в Болгарии) 25 декабря 350 года. Императоры прибыли на встречу, сопровождаемые своими легионами. Ветранион имел превосходство в силах (у него было около 40 000 солдат). Войска выстроились на равнине, а между ними, посередине, был построен помост, куда были поставлены два трона. Оба императора поднялись на него и начали переговоры. Первым взял слово Констанций, до того уже, очевидно, подкупивший офицеров Ветраниона. С помощью своей искусно составленной речи он сумел сделать так,

«что войска отложились от него [Ветраниона] и провозгласили Августом, царем и самодержцем одного Констанция, а о Ветранионе даже и не упомянули. Последний, видя, что ему изменили, тотчас пал к ногам царя. Констанций приказал снять с него царский венец и багряницу и, обошедшись с ним человеколюбиво, советовал ему спокойно вести жизнь частного человека, потому что в пожилых летах приличнее ему жить без дела, чем носить имя, исполненное беспокойств».

## Последние годы жизни. Характер
После того, как Констанций лишил Ветраниона власти, он обошёлся с ним на удивление мягко — Ветраниону была назначена пенсия, и он поселился в Прузе (в Вифинии), где прожил ещё шесть лет в спокойствии и достатке. Он был настолько доволен своей жизнью, что часто писал Констанцию,

«говоря в письмах, что он [Констанций] сделался для него причиною величайших благ, поскольку освободил его от забот, сопряженных с царствованием, и что он нехорошо поступает, не наслаждаясь сам доставленными ему благами».
Ветранион, по сообщениям древних авторов, хотя и был старым опытным солдатом, был простоват и неотесан. Несмотря на свой преклонный возраст, он не умел читать и писать, и начал обучаться грамоте, лишь став императором.
Характеризуя Ветраниона, Псевдо-Аврелий Виктор пишет: «он был прост до глупости».